# Moenkhausia lopesi
Moenkhausia lopesi, peixe ordinariamente conhecido como Lambari, é uma espécie que pertence à ordem Characiformes, faz parte da família Characidae, e pertence à Subfamília Tetragonopterinae. Essa espécie pode ser encontrada em múltiplos fluxos de água no estado de Mato Grosso. Seu tamanho varia de 3,6 a 4,2 cm de comprimento, e possui uma faixa escura do meio do corpo até a cauda.